# Base forte
Une base forte est une base qui se protone totalement au cours de sa réaction avec l'eau.

## Exemples
Souvent, les bases fortes sont des oxydes métalliques et des hydroxydes métalliques et surtout des oxydes et hydroxydes des métaux alcalins et des métaux alcalino-terreux suivants :
- L'oxyde de sodium Na2O et l'hydroxyde de sodium ou soude (NaOH) ;
- L'oxyde de potassium K2O et l'hydroxyde de potassium ou potasse (KOH) ;
- L'oxyde de césium Cs2O et l'hydroxyde de césium (CsOH) ;
- L'oxyde de calcium CaO et l'hydroxyde de calcium (Ca(OH)2) ;
- L'oxyde de baryum BaO et l'hydroxyde de baryum (Ba(OH)2).

Un autre exemple de base forte : l'ion amidure (NH2−).

## Réactions
Lorsqu'une base quelconque B est mise en présence d'eau, la réaction suivante a lieu :
{\displaystyle {\rm {B+H_{2}O=BH^{+}+OH^{-}}}}.
Il y a transfert d'un proton {\displaystyle {\rm {H^{+}}}} d'une molécule {\displaystyle {\rm {H_{2}O}}} sur l'espèce chimique {\displaystyle {\rm {B}}}. La réaction peut se scinder en :
{\displaystyle {\rm {B+H^{+}=BH^{+}}}}
{\displaystyle {\rm {H_{2}O=OH^{-}+H^{+}}}}.
Or, si la base B est forte – et c'est ce qui fait la spécificité de ce type de base –, cette réaction est totale : tous les réactifs sont consommés lors de la réaction, et celle-ci est donc quantitative. Lorsqu'une base forte B est mise en présence d'eau, une mole de base forte entraîne toujours la libération d'une mole d'ion hydroxyde.
Les oxydes métalliques contiennent les ions oxyde {\displaystyle {\rm {O^{2-}}}}. L'ion oxyde est une base forte, il réagit totalement avec l'eau pour donner des ions hydroxyde {\displaystyle {\rm {OH^{-}}}}, :
{\displaystyle {\rm {O^{2-}+H_{2}O=2OH^{-}}}}.
Comme précédemment, la réaction peut se scinder en :
{\displaystyle {\rm {O^{2-}+H^{+}=OH^{-}}}}
{\displaystyle {\rm {H_{2}O=OH^{-}+H^{+}}}}.
Avec les hydroxydes métalliques ({\displaystyle \mathrm {M} (\mathrm {O} \mathrm {H} )_{n}}), la réaction suivante a lieu :
{\displaystyle \mathrm {M} (\mathrm {O} \mathrm {H} )_{n}=\mathrm {M} ^{n+}+n{\rm {OH^{-}}}}.
Une base forte est un composé chimique qui a une très forte affinité pour le proton H+. Dans un couple acide/base, une base forte est associée à un acide de force nulle. Une base forte, après avoir capté un proton H+, se transforme en un acide de force nulle. Un tel couple est caractérisé, en solution aqueuse, par un pKa supérieur à 14.